# Нубійська пустеля
20°30′0″ пн. ш. 33°0′0″ сх. д. / 20.50000° пн. ш. 33.00000° сх. д.

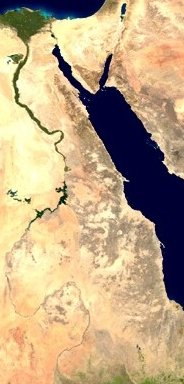
Аравійська пустеля(на півночі), Нубійська пустеля (на півдні)

Нубійська пустеля знаходиться в східній частині пустелі Сахара, має площу 50 000 км². Терен розташовано у північно-східному Судані між Нілом і Червоним морем. На півночі переходить в Аравійську пустелю. Посушливий регіон, складається переважно з пісковикових плато, має безліч ваді, що прямують до Нілу. У цій пустелі практично не випадає дощів, і немає оаз.
Найраніші з відомих у світі археоастрономічні мегаліти були зведені на плато Набта-Плая в Нубійській пустелі на півдні Єгипту.
На відміну від Лівійської пустелі, має мало піщаних дюн (ерг), але має великі піщані плоскі поверхні (Серири), розташовані нижче 500 м над рівнем моря, які чергуються з гравійною пустелею й окремими останцями та гірськими пасмами. Підмурівок складається з мезозойського пісковику. Місцевість підвищується від Нілу на схід. Найвищі вершини гір Етбай прямують паралельно Червоному морю. Найвища точка — гора Ода, 2259 м над рівнем моря. Між горами і Червоним морем розташована прибережна смуга, на півдні, біля еритрейського кордону, завширшки 60 км і 20 км вздовж єгипетського кордону, ґрунти представлені голим піском і глиною.

## Галерея

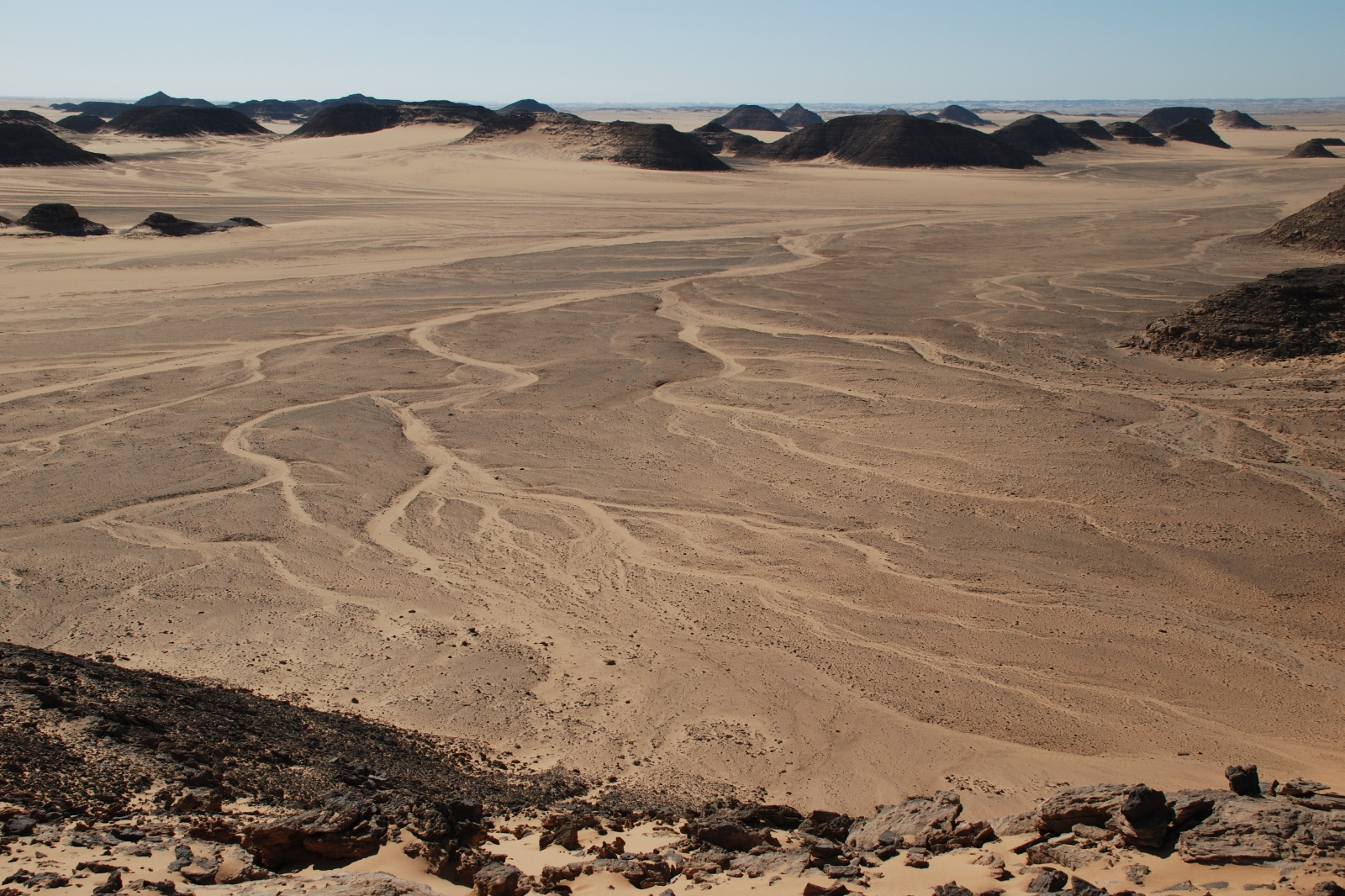
Терен пустелі на схід від Ваді-Хальфа
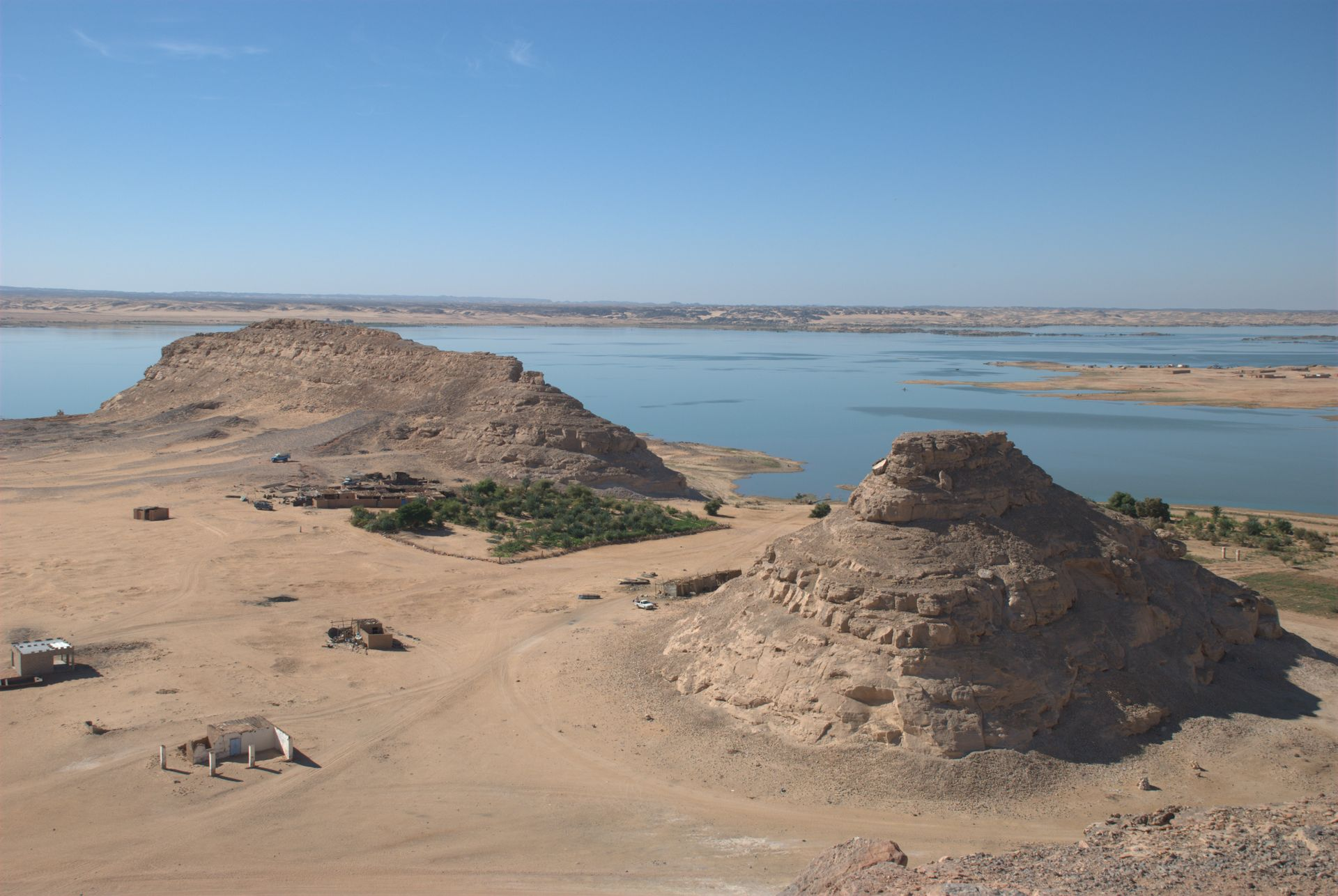
Узбережжя Нубійського озера

## Ресурси Інтернету
- Велика Радянська Енциклопедія[недоступне посилання з липня 2019]
- Геосфера[недоступне посилання з липня 2019]

1. ↑  GEOnet Names Server — 2018.